# 용소천 (부산)
용소천(龍沼川)은 부산광역시 기장군 정관읍의 삼각산 부근에서 발원하여 동류하다가 부산광역시 기장군 장안읍의 장안천으로 흘러드는 강이다.